# Hotel Belgrade
Hotel Belgrade (russisk: Отель «Белград») er en russisk spillefilm fra 2020 af Konstantin Statskij.

## Medvirkende
- Miloš Biković som Pavel "Pasha" Arkadjevitj
- Diana Pozjarskaja som Darja "Dasja" Kanajeva
- Boris Dergatjev som Ivan
- Aleksandra Kuzenkina som Julija Makarovna Komissarova
- Jegor Koresjkov som Pjotr Romanov